# Slave Driver
Slave Driver (zu deutsch etwa „Sklaventreiber“) ist ein Lied von Bob Marley und seiner Band The Wailers. Es wurde auf dem Studioalbum Catch a Fire (1973) als zweites von neun Liedern veröffentlicht.
Slave Driver wird auch als Alternativtitel Catch a Fire genannt und gilt somit indirekt als Titelsong des Albums. Der Song war fester Bestandteil der Konzerte auf den Tourneen von 1973 und 1975 sowie später vereinzelt in den Jahren 1978 und 1979.

## Statistische Daten
Die Albumversion hat die Tonart h-Moll; auch auf Live-Auftritten wurde der Song in h-Moll gespielt. Die Dauer der Albumversion beträgt etwas weniger als drei Minuten.

## Andere Versionen
Eine Live-Version ist auf der Kompilation Talkin’ Blues erschienen. Sie stammt von einer Radiosendung des Senders KSAN und wurde 1973 in Sausalito, Kalifornien, aufgenommen.